# Wereldkampioenschappen openwaterzwemmen 2010
De Wereldkampioenschappen openwaterzwemmen 2010 werden gehouden van 15 tot en met 23 juli 2010 in Roberval, Canada. In 2010 werden voor de laatste keer aparte kampioenschappen voor openwaterzwemmen georganiseerd, openwaterzwemmen blijft wel onderdeel van de wereldkampioenschappen zwemmen.

## Wedstrijdschema
| Datum   | Afstanden                  |
| ------- | -------------------------- |
| 17 juli | 10 km vrouwen              |
| 18 juli | 10 km mannen               |
| 20 juli | 5 km mannen 5 km vrouwen   |
| 22 juli | 25 km mannen 25 km vrouwen |

## Podia

### Mannen
| Afstand:                    | Goud:                       | Tijd       | Zilver:                  | Tijd       | Brons:                        | Tijd       |
| Mannen 5 kilometer details  | Thomas Lurz Duitsland       | 57.42,6    | Jevgeni Drattsev Rusland | 57.44,1    | Fran Crippen Verenigde Staten | 57.46,5    |
| Mannen 10 kilometer details | Valerio Cleri Italië        | 2:00.59,3  | Jevgeni Drattsev Rusland | 2:01.00,6  | Vladimir Djatsjin Rusland     | 2:01.03,0  |
| Mannen 25 kilometer details | Alex Meyer Verenigde Staten | 5:32.39,38 | Valerio Cleri Italië     | 5:32.40,40 | Petar Stojtsjev Bulgarije     | 5:33.50,29 |

### Vrouwen
| Afstand:                     | Goud:                       | Tijd       | Zilver:                    | Tijd       | Brons:                   | Tijd       |
| Vrouwen 5 kilometer details  | Eva Fabian Verenigde Staten | 1:02.00,9  | Giorgia Consiglio Italië   | 1:02.01,0  | Ana Cunha Brazilië       | 1:02.02,6  |
| Vrouwen 10 kilometer details | Martina Grimaldi Italië     | 2:05.45,2  | Giorgia Consiglio Italië   | 2:05.57,4  | Melissa Gorman Australië | 2:05.57,9  |
| Vrouwen 25 kilometer details | Linsy Heister Nederland     | 5:52.13,06 | Margarita Dominguez Spanje | 5:55.59,29 | Celia Barrot Frankrijk   | 5:57.02,87 |

## Medaillespiegel
| Plaats | Land             | Goud | Zilver | Brons | Totaal |
| 1      | Italië           | 2    | 3      | 0     | 5      |
| 2      | Verenigde Staten | 2    | 0      | 1     | 3      |
| 3      | Duitsland        | 1    | 0      | 0     | 1      |
| 3      | Nederland        | 1    | 0      | 0     | 1      |
| 5      | Rusland          | 0    | 2      | 1     | 3      |
| 6      | Spanje           | 0    | 1      | 0     | 1      |
| 7      | Australië        | 0    | 0      | 1     | 1      |
| 7      | Brazilië         | 0    | 0      | 1     | 1      |
| 7      | Bulgarije        | 0    | 0      | 1     | 1      |
| 7      | Frankrijk        | 0    | 0      | 1     | 1      |
| Totaal | Totaal           | 6    | 6      | 6     | 18     |